# Felsőjánosfa, Vas
Felsőjánosfa  este un sat în districtul Körmend, județul Vas, Ungaria, având o populație de 211 locuitori (2011). 

## Demografie
Componența etnică a satului Felsőjánosfa
     Maghiari (100%)
Componența confesională a satului Felsőjánosfa
     Romano-catolici (71,56%)
     Fără religie (4,27%)
     Reformați (3,32%)
     Necunoscută (20,85%)
Conform recensământului din 2011, satul Felsőjánosfa avea 211 locuitori. Din punct de vedere etnic, majoritatea locuitorilor (100,0%) erau maghiari.  Din punct de vedere confesional, majoritatea locuitorilor (71,56%) erau romano-catolici, existând și minorități de persoane fără religie (4,27%) și reformați (3,32%). Pentru 20,85% din locuitori nu este cunoscută apartenența confesională.